# Kremlin de Kazan
El Kremlin de Kazan (en tàtar Qazan Kirməne o Qazan Kremle; en rus Казанский Кремль, Kazanski Kreml) és la principal ciutadella històrica de la República del Tatarstan, situat a la ciutat de Kazan. Va ser construït a instàncies d'Ivan el Terrible sobre les ruïnes de l'antic castell dels kans de Kazan. La UNESCO el va declarar Patrimoni de la Humanitat l'any 2000.

## Edificis destacats
El Kremlin de Kazan inclou un bon nombre d'edificis, el més antic dels quals és la catedral de l'Anunciació (1554-1562), l'única església de Rússia del segle xvi que té cinc cúpules, tres absis i sis naus. De la mateixa manera que molts edificis de Kazan de l'època, es va construir amb pedra sorrenca pàl·lida local en lloc de maó. Durant molts anys s'ha dit que l'arquitecte va ser el llegendari Postnik Iàkovlev, però això és tan sols una especulació. El campanar de la catedral es va erigir en cinc nivells per ordre d'Ivan el Terrible amb la intenció que s'assemblés al campanar d'Ivan el Gran de Moscou, però va ser enderrocat pels soviètics el 1930.
L'element més notable del Kremlin és la torre de Sөyembikə (o Söyembikä), manifestament inclinada cap a un costat, que probablement es remunta al regnat de Pere el Gran. Una cèlebre llegenda tàtara connecta la torre amb l'última reina del Kanat de Kazan, Söyembikä.
Un altre element arquitectònic remarcable és la torre del Salvador (Spas manarası en tàtar; en rus Спасская башня, Spàsskaia bàixnia), a l'extrem sud del Kremlin i que serveix com a entrada principal de la fortificació. La torre del Salvador rep el nom del monestir Spasski (o Spaso-Preobrajenski, Спасо-Преображенский), que anteriorment estava situat vora el Kremlin, fora muralla, en aquest indret. Altres edificis del monestir eren l'església de Sant Nicolau (1560, de quatre naus) i la catedral de la Transfiguració del Senyor (1590, de sis naus). El complex monàstic va ser destruït pels soviètics durant el mandat de Stalin.
També tenen un gran interès les torres i la muralla, de color blanc de neu, erigides durant els segles xvi i xvii, però renovades segles més tard; la mesquita de Qolşərif (o Qolshärif), recentment reconstruïda a l'interior de la ciutadella, i la Casa del Governador (1843-1853), dissenyada per Konstantín Thon, ara Palau del President de la República del Tatarstan.
La muralla nord del Kremlin conté una altra torre, l'anomenada «Torre del Secret», que deu al seu nom al pou que s'hi amagava dins i que permetia l'abastament d'aigua. Aquesta torre permet l'accés dels vianants al Kremlin; l'accés dels vehicles està restringit només a les situacions d'emergència.

## Galeria d'imatges

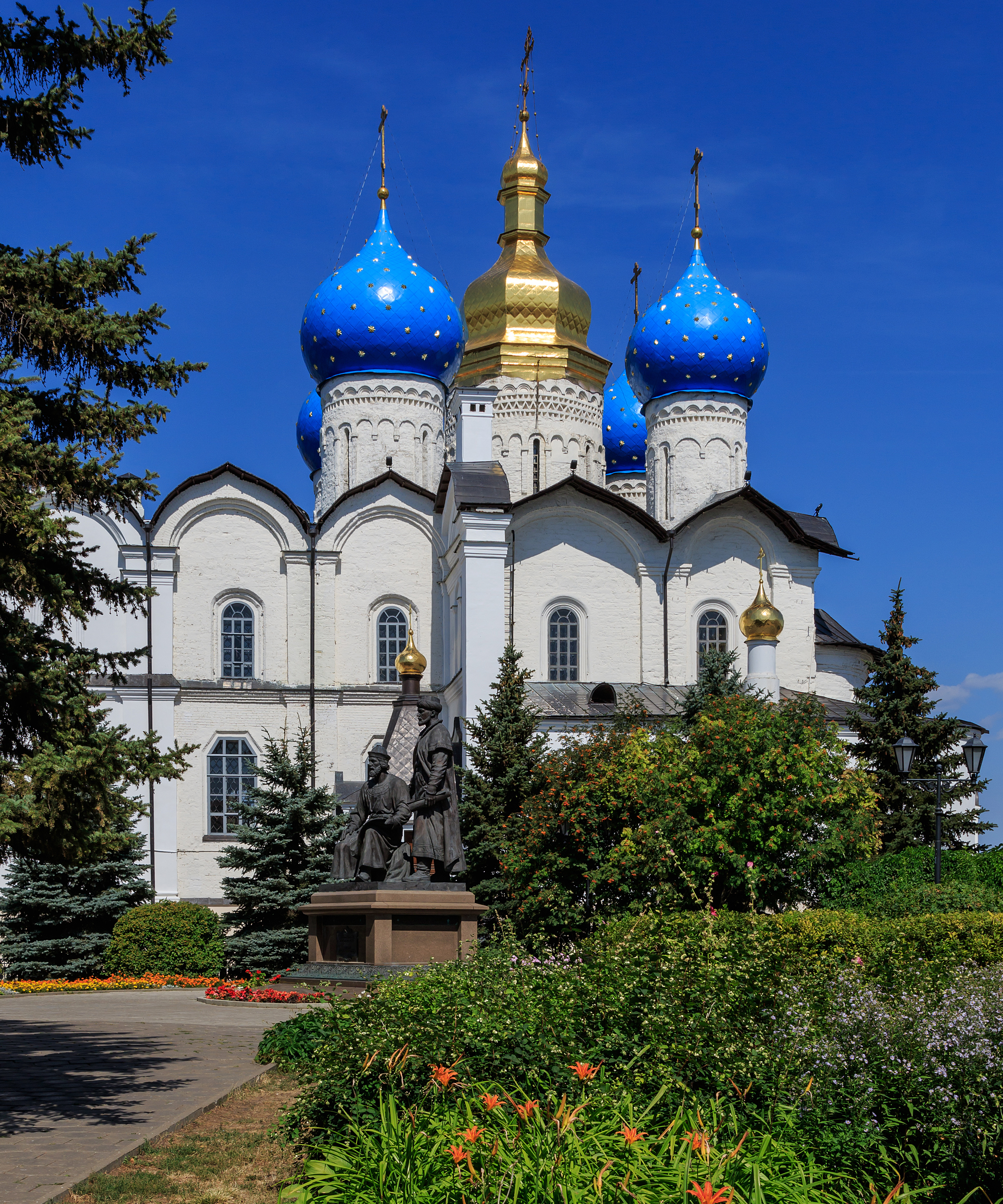
Catedral de l'Anunciació
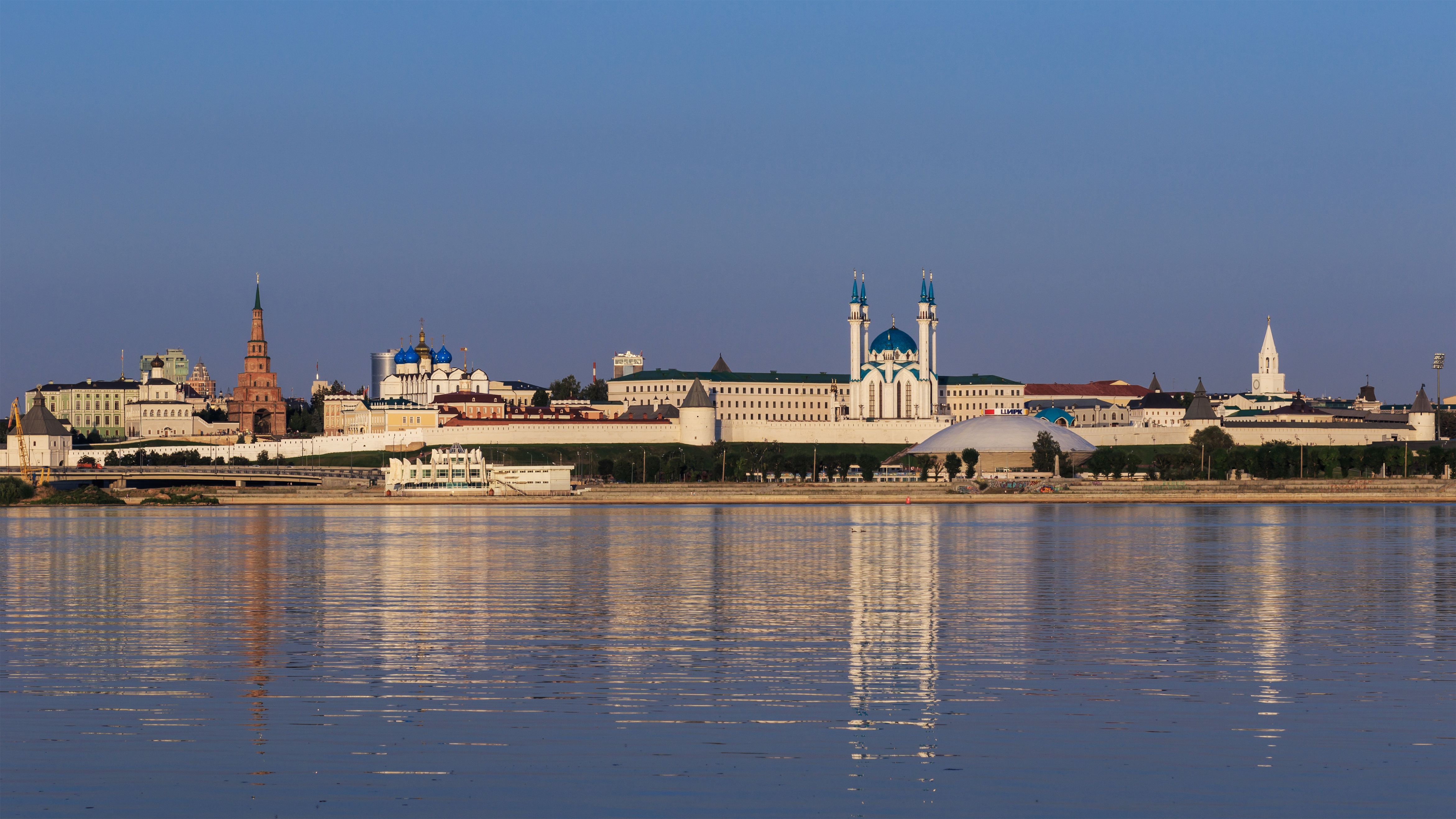
El Kremlin de Kazan des del Qazansu
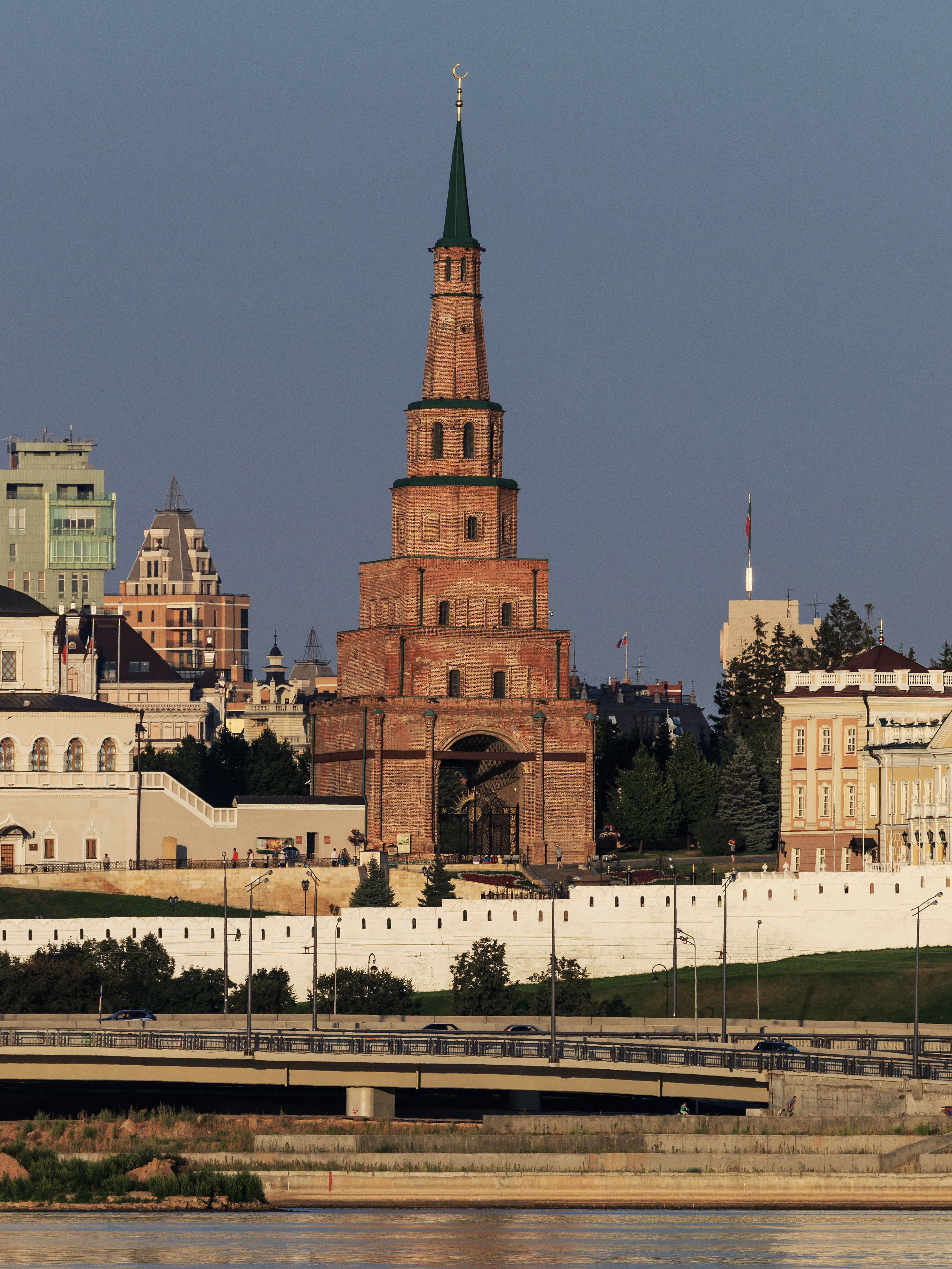
Torre de Sөyembikə
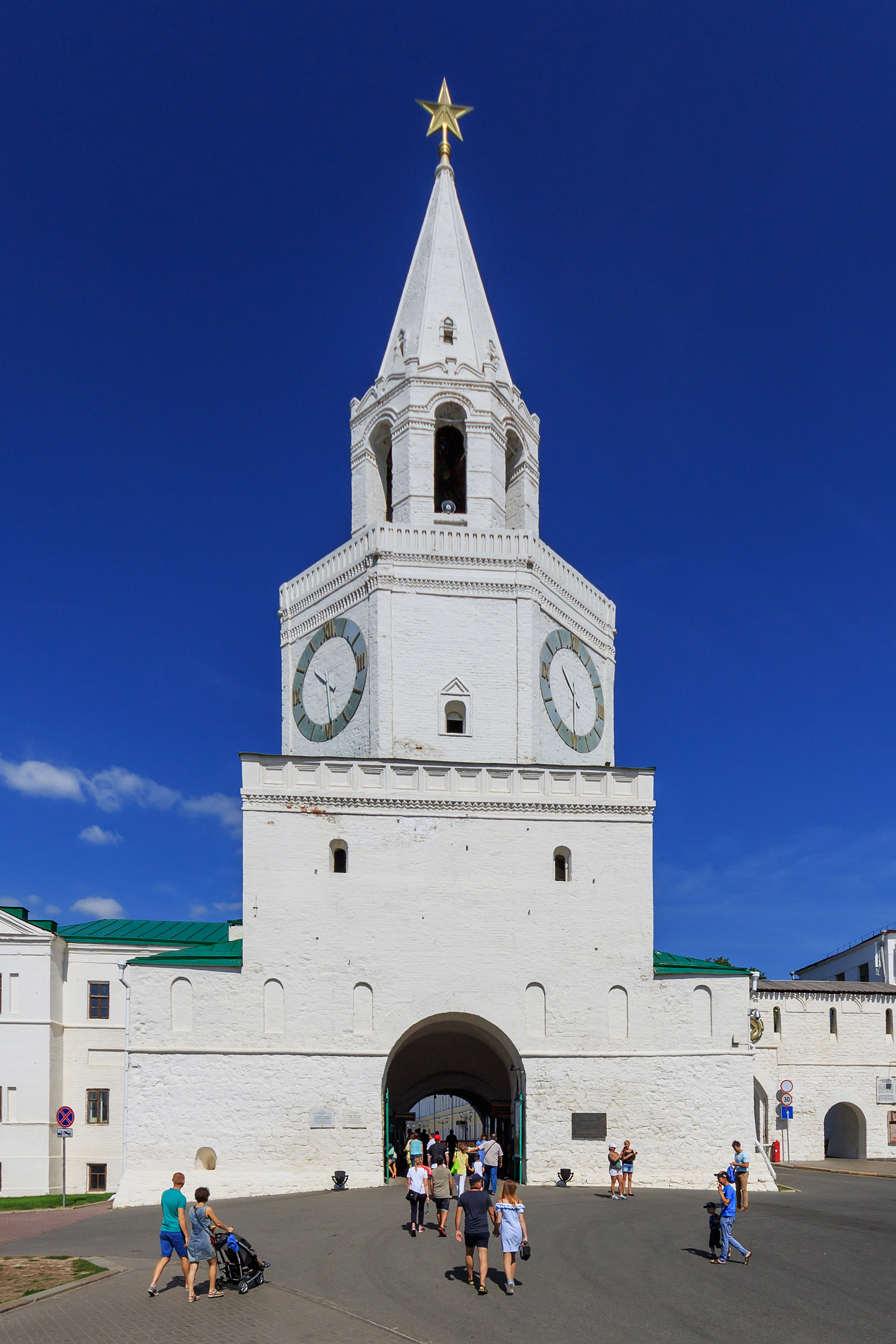
Torre del Salvador
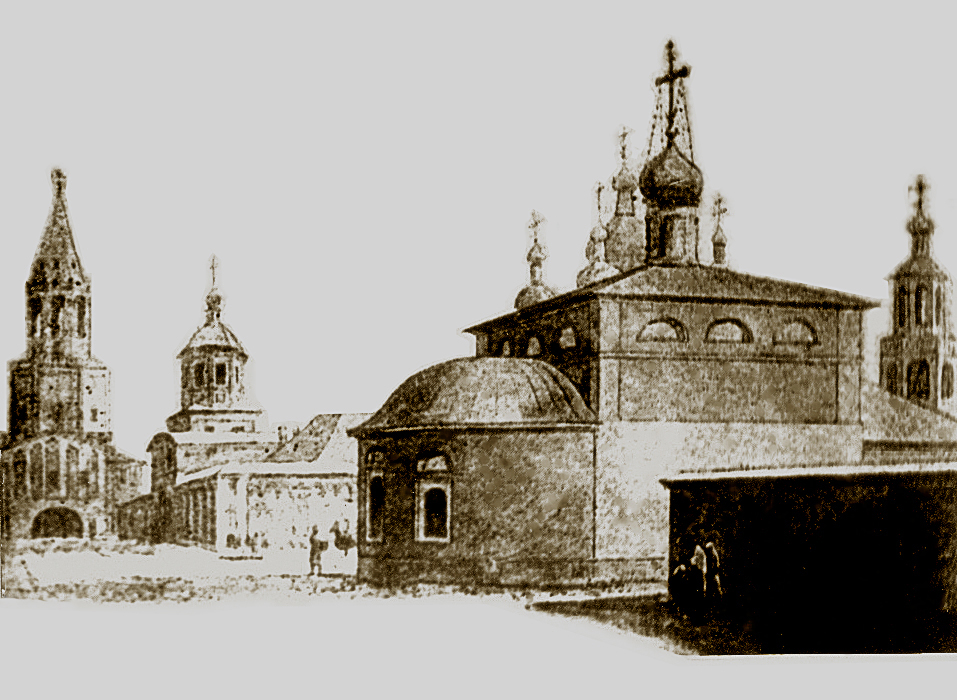
Antic monestir del Salvador
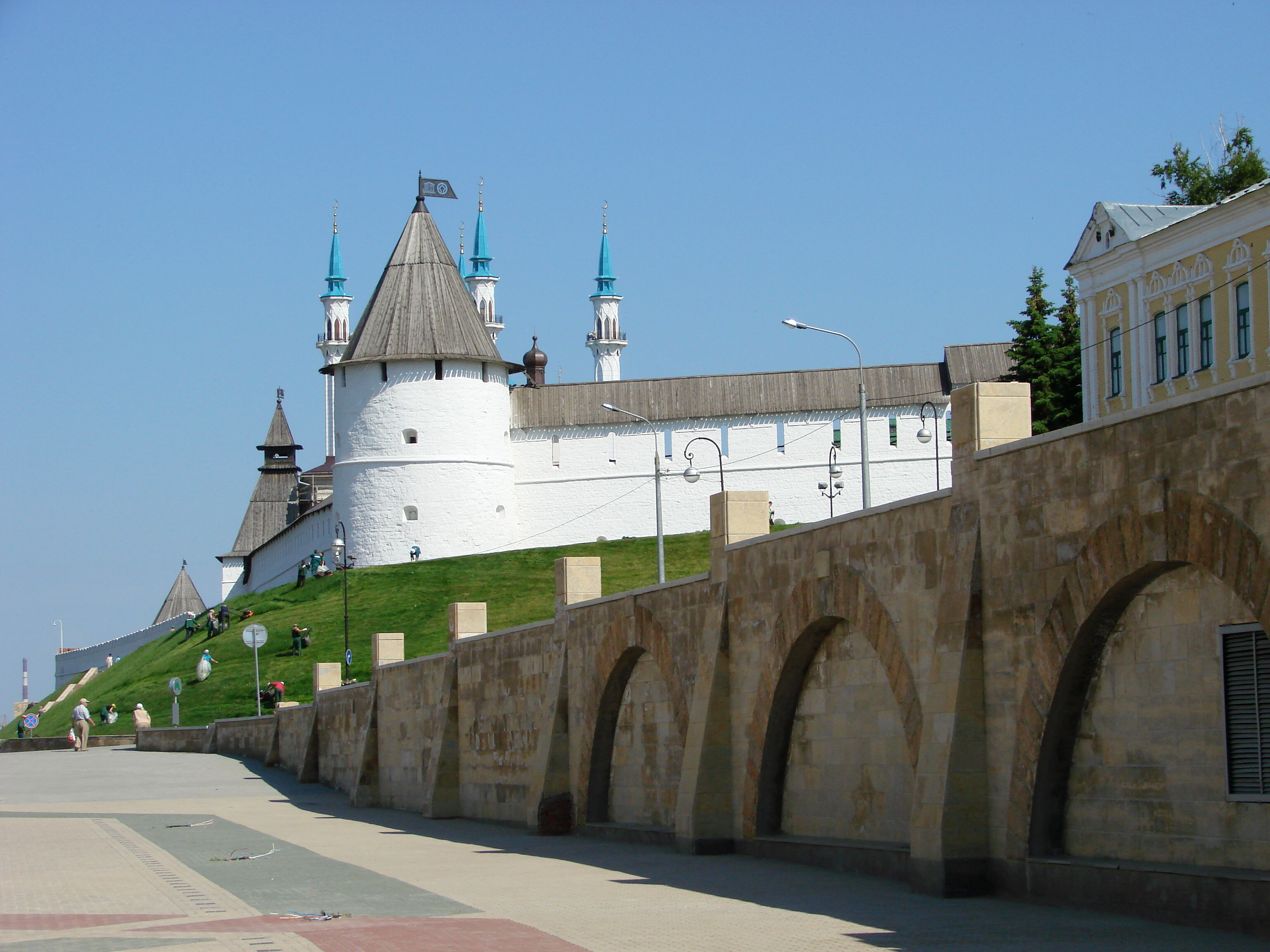
Muralla i torres del Kremlin
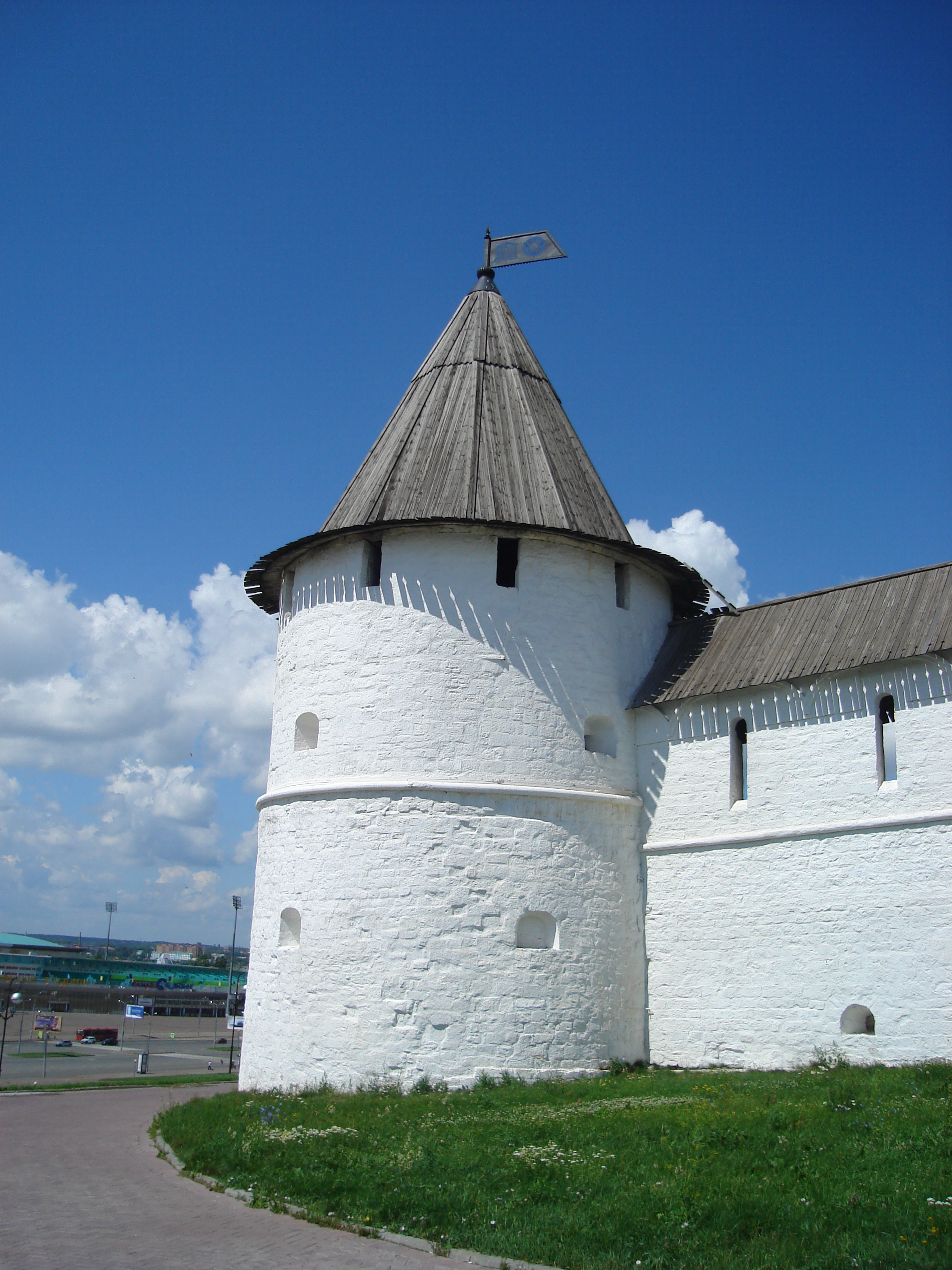
Torre Sud-oest
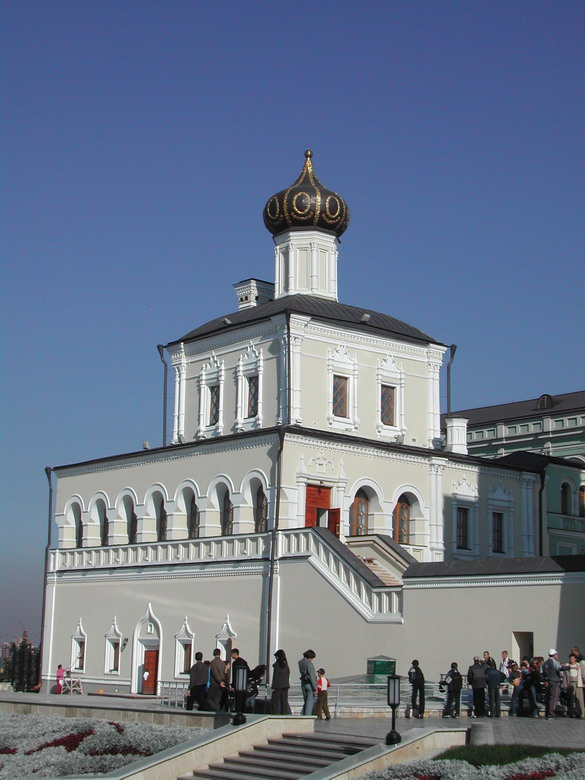
Església del Palau